# Václav Čtvrtek
Václav Čtvrtek (* 4. April 1911 in Prag; † 6. November 1976 ebenda; eigentlich Václav Cafourek) war ein tschechischer Schriftsteller.
Nach der Matura studierte Čtvrtek kurze Zeit an der Prager Karls-Universität. Von 1949 bis 1959 war er Redakteur beim Tschechischen Rundfunk, zuletzt als Leiter des Ressorts Wissenschaft und Technik für Jugendliche. Ab 1960 lebte er als freier Schriftsteller. Bekannt wurde er mit Werken für Kinder und Jugendliche, Autor von Liedtexten, Puppenspielen und Märchen für das Fernsehen, insbesondere für die Kindersendung Večerníček.
Besondere Bekanntheit in Deutschland erlangte das Märchen Vom Raholezer Räuber Rumzais und seinem Sohne Zipfelchen (1973) in einer von Valtr Taub eingesprochenen Schallplattenfassung.

## Werke
Auswahl:
- My tři a pes z Pětipes, 1958
- Chlapec s prakem, 1961
- Čáry máry na zdi, 1961
- Duha a jelen Stovka, 1966
- Malá letní romance, 1966
- Pohádky z mechu a kapradí, 1968, dt. Geschichten zwischen Moos und Farn
- Pohádková muzika, 1968
- Rumcajs, 1970, dt. Der brave Räuber Fürchtenix
- O Rumcajsovi a loupežnickém synku Cipískovi, 1973
- Neuvěřitelná příhoda práčete Leška, 1975
- Cipísek, 1975
- Manka, 1975
- Jak si Slávek načaroval dubového mužíčka, 1976